# Denis Diderot
Denis Diderot [didró] (5. října 1713 Langres, Champagne – 31. července 1784 Paříž) byl francouzský osvícenecký spisovatel, svobodný zednář a filozof. Zabýval se mnoha obory – filozofií, estetikou, teologií, matematikou, fyzikou.
Diderot byl organizujícím a inspirujícím členem francouzského materialismu XVIII. století. Byl také vedoucím skupiny francouzských pokrokových vědců a filozofů, sdružených k sepsání Encyklopedie aneb Racionálního slovníku věd, umění a řemesel. Posláním Encyklopedie bylo shrnout veškeré dosavadní lidské vědění. Vyšla v 28 svazcích v letech 1751 až 1772.
Jeho další slavné dílo je Jakub fatalista a jeho pán, v němž uvádí filozofické myšlenky o svobodné vůli a Rameauův synovec, ve kterém se formou dialogu vyjadřuje k základním morálním, uměleckým a filozofickým otázkám.

## Život
Narodil se 5. října 1713 ve městě Langres ve Francii jako nejstarší z šesti sourozenců. Jeho otec byl nožířem, známým výrobcem chirurgických nástrojů. Své základní vzdělání Denis Diderot získal na jezuitské základní škole v Langres (1723–1728) a rodiče si přáli, aby se stal knězem. On sám se o církevní kariéru nezajímal a raději šel studovat práva do Paříže. V letech 1728–1732 studoval na Collège d'Harcourt a potom teologii a filozofii na Sorbonně. To ho ale také brzy omrzelo a tak se v roce 1734 rozhodl stát se spisovatelem. Spoléhal na podporu rodičů, ale kvůli jeho odmítnutí vykonávat vyučené profese se ho však jeho otec zřekl. Diderot se živil jako domácí učitel, notářský úředník, psal články a překládal z angličtiny.
V roce 1742 se spřátelil s Jeanem-Jacquesem Rousseauem. Ještě silněji se otci odcizil, když se v roce 1743 tajně oženil s Antoinettou Championovou, zarytou římskou katoličkou. Měli spolu čtyři děti, z nichž dospělosti se dožila jen dcera Marie–Angélique (jménem po Denisově mrtvé matce a sestře, narozená v roce 1753). Manželství nebylo příliš šťastné s ohledem na rozdíly v duchovní úrovni a Diderot už dva roky po svatbě měl mimomanželský poměr se spisovatelkou Madeleine de Puisieux. Od roku 1755 měl dlouholetý vztah se Sophií Vollandovou. Jeho dopisy pro Sophii posloužily jako zdroj informací o životě a myšlení Pařížanů v tomto období.
Smrt jeho sestry, jeptišky, způsobená z přepracování v klášteře nejspíš ovlivnila Denisův názor na náboženství. Předpokládá se, že právě ona byla předlohou pro jeho novelu La religieuse (česky Jeptiška), která popisuje život řeholnice, jež je nucena vstoupit do kláštera, kde trpí kvůli ostatním sestrám.
V letech 1747 až 1765 Diderot pracoval na svém stěžejním díle Encyklopedie aneb Racionální slovník věd, umění a řemesel. V roce 1750 byl jmenován do Královské pruské akademie věd.
Jeho finanční situace se zlepšila. Po otcově smrti v roce 1759 se načas usadil v Langres. Přestože byla Diderotova práce obsáhlá a důkladná, neměl velký majetek. Myslel na budoucnost své dcery a proto v roce 1761 nabídl k prodeji svoji sbírku knih. Ruská carevna Kateřina II. (s níž si psal dopisy) jeho sbírku odkoupila a poté požádala Diderota, aby jí dělal knihovníka s ročním platem, takže si mohl knihy ponechat. Dokonce mu zaplatila rentu na 50 let předem.
Na pozvání Kateřiny II. podnikl jedinou cestu svého života mimo Francii. V Petrohradu pobýval v letech 1773–1774. Cestou se zastavil na několik týdnů v Haagu a svá pozorování zaznamenal ve spise Cesta po Holandsku (Voyage en Hollande). V Petrohradě vedl pravidelné rozhovory s carevnou, pro kterou Diderot připravil celkem 65 listů, ve kterých navrhl témata k diskusi. Tyto spisy, pojednávající o potřebě konkurence v obchodě, o vládě, legislativě, veřejném vzdělávání, literatuře a dalších oblastech, jsou uloženy v Moskevském ústředním historickém archivu.
Po návratu kvůli zdravotním potížím omezoval svůj společenský život. Často pobýval u přátel v Sèvres nebo na zámku Grand–Val u Sucy-en-Brie. Od roku 1783 Diderot uspořádal své texty a spolupracoval se svým žákem Jacques–André Naigeonem na vytvoření tří kopií sebraných spisů: jeden pro něj, jeden pro jeho dceru a poslední pro Kateřinu II.
V únoru roku 1784 začal kašlat krev. Zemřel v Paříži 31. července 1784 pravděpodobně na cévní příhodu. Jeho potomci poslali jeho obrovskou knihovnu i archiv Kateřině II., která ji věnovala Ruské národní knihovně.
Denis Diderot byl pohřben v kostele Svatého Rocha, v kapli Panny Marie. Během francouzské revoluce byly hrobky kostela znesvěceny a těla vhozena do masového hrobu. Diderotovy ostatky zmizely, na rozdíl od Voltaira a Rousseaua, kteří jsou pochováni v pařížském Pantheonu mezi francouzskými velikány. V roce 1925 byl v Pantheonu odhalen pomník uctívající památku filozofa Denise Diderota od Alphonse Terroira.

### Tvorba

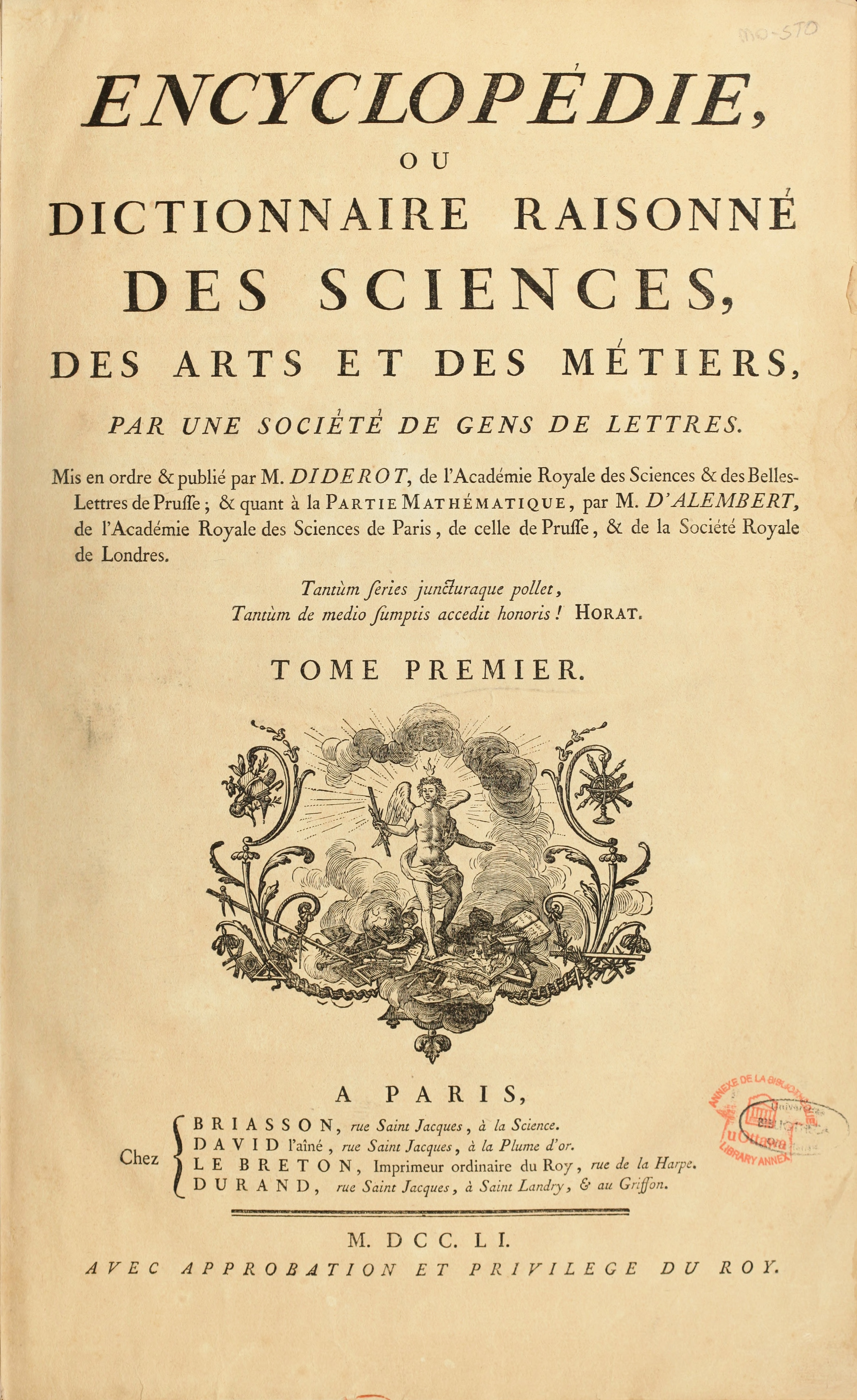
Titulní strana Encyklopedie

Od roku 1743 překládal různé vědecké spisy, ke kterým občas doplňoval své vlastní poznatky a úvahy. V roce 1746 napsal své první původní dílo Filozofické myšlenky (Pensées philosophiques) a k němu přidal krátkou doplňující esej o přirozené teologii, kterou se přiblížil Voltairovu „rozumovému náboženství“. Materialistické postoje jeho Listu o slepcích k ponaučení vidících, publikovaného v roce 1749, znamenaly pro cenzuru potvrzení, že autor je nebezpečným jedincem. Dílo bylo odsouzeno a Diderot 24. července 1749 zatčen ve svém domě v rue de l'Estrapade a odvezen do Château de Vincennes, kde byl uvězněn na tři měsíce. V jeho domě byl zabaven rukopis z roku 1747 Procházka skeptika (Promenade du sceptique), alegorie, v níž zesměšňuje křesťanství.
Ještě před svým uvězněním Diderot dostal nabídku od nakladatele Le Bretona, aby přeložil anglickou encyklopedii Ephraima Chamberse z roku 1728. Pro Diderota se tento projekt stal příležitostí vytvořit novou Encyklopedii, ve které bude shrnuto veškeré lidské poznání. Tomuto dílu věnoval 20 let svého života. Ke spolupráci získal řadu významných osobností včetně matematika Jeana D’Alemberta, filozofů Rousseaua a Voltaira, ekonoma Condorceta a dalších téměř 170 přispěvatelů. První svazek vyšel v červenci 1751.
Od roku 1769 byl pověřen vedením rukopisného časopisu Literární korespondence (Correspondance littéraire, philosophique et critique), mezi jehož předplatitele patřili představitelé významných evropských šlechtických rodů. Do časopisu Diderot přispíval už od roku 1759 články o literatuře, filozofii, divadle, hudbě a výtvarném umění. Stal se průkopníkem výtvarné kritiky. V časopise byly také uveřejněny Diderotovy romány Jeptiška a Jakub fatalista a jeho pán.

### Názory
Diderotovo myšlení se vyznačuje vývojem, který nebyl rozvojem původního stanoviska, nýbrž vedl k radikálním předělům. Diderot začal jako teista (studoval na církevních školách) a přes deistickou pozici dospěl k ateismu. Diderotova díla 40.–50. let zřetelně odrážejí tuto evoluci .
Od roku 1757 se jeho myšlenky začaly odchylovat od myšlenek Jeana-Jacquese Rousseaua, mimo jiné v otázce hodnoty člověka ve společnosti. Poté, co pařížský parlament odsoudil v roce 1762 Rousseauovův spis „Emil aneb O výchově“, byl Diderot dotázán, zda se má pro pravdu nasazovat život. „Diderot odpověděl, že vzhledem k tomu, jak lidé pravdu používají, neví, zda existuje taková pravda, která by byla hodna i jen kapky krve. Nasazení života by se prý spíše vyplatilo při překonávání omylů. ‚Snad bych i obětoval život, kdybych mohl provždy odstranit například ideu Boha z představivosti a paměti lidí.‘“ Definitivně se jejich názory rozešly v roce 1770, kdy došlo k roztržce, která ukončila jejich přátelství.
Diderot si však uvědomoval, „že není možno bezprostředně osvobodit lidi, jejichž instinkty je třeba brzdit. Je známa jeho averze proti kléru, avšak v »plánu university«, vypracovaném pro Kateřinu II., oportunisticky napsal: ‚Ponechal bych kněze, ne jako vychovatele rozumných lidí, ale jako strážce hlupáků. A jejich kostely bych nechal existovat jako útulky jistého druhu pitomců, kteří by se mohli stát zuřivými, kdyby se zcela ponechali sami sobě.‘ Diderot však chtěl, aby církev byla bezpodmínečně podřízena státu, aby kněží byli jeho zaměstnanci.“
Jako filozof dospěl Diderot k materialistickému pojetí. Diderotova filozofie přírody je zvláštní syntézou hylozoistického materialismu, spinozismu, nauky o monádách a dobové přírodovědy. Není tvůrce nebo Boha mimo svět, veškerá hmota je živá, oduševněná, je nadána všeobecnou senzibilitou. Na nižších stupních je oduševněnost jakoby spoutána, čím výše, tím více nabývá převahy a nadvlády nad hmotností. Svět i příroda mají samy v sobě zdroj pohybu a konání. I duše se skládá z atomů opatřených citlivostí, z jakýchsi zmaterializovaných Leibnizových monád. V gnoseologii je pro Diderota příznačný materialistický sensualismus, pramenem poznání je zkušenost. Diderot odmítal despotismus a byl přívržencem konstituční monarchie. Svými pracemi v oblasti umění přispěl k uznání estetiky jako vědecké disciplíny (např. dílo Pojednání o kráse [Le Beau], 1752).

### Vliv
Diderotovým žákem a spolubojovníkem, aktivním propagátorem jeho idejí a horlivým vydavatelem jeho spisů byl Jacques-André Naigeon.

## Dílo
Je autorem četných spisů, filozofických, prozaických, dramatických atd. Od roku 1975 vychází úplné kritické vydání jeho díla, které je rozvrženo do třiceti třech svazků: Œuvres complètes, édition critique et annotée par J. Fabre, H. Dieckmann, Jacques Proust, Jean Varloot (dite "DPV"), Paris, 33 vol.
V tomto článku uvádíme jen některé významnější práce.

### Filozofická díla
- Filosofické myšlenky (Pensées philosophiques, 1746). [Anonymně vydané dílo bylo namířeno proti křesťanskému náboženství a jmenovitě proti Pascalovi. Diderot v něm tvrdí, že se rozum nesmí podvolit zjevení a že metafyzika nepodává nic dokázaného.[13] V tomto spisu se projevuje zřetelný vliv Shaftesburyho deismu, ale už zde zaznívají skeptické pochybnosti vůči deistické koncepci Boha. Spis odsoudil pařížský parlament a z jeho rozhodnutí byl veřejně spálen.][14]
- Procházka skeptika čili Stromořadí (La Promenade du sceptique ou Les allées, napsáno v r. 1747, publikováno až v r. 1830). [V této satiře jsou zesměšňovány různé světové názory, zejména křesťanství. Je to parodie na bibli, Starý zákon i Nový zákon, i na všechny školy filozofické, a to s výsledným názorem, že neexistuje ani dobro, ani ctnost ve světě, ale že slast a sobectví jsou jedině platná hesla. Údajně kvůli tomuto rukopisu, který byl nalezen při domovní prohlídce, byl Diderot zatčen a držen 3 měsíce ve vězení v Donjonu.][10][15]
- List o slepcích k ponaučení vidoucích (Lettre sur les aveugles à l’usage de ceux qui voient, 1749). [V tomto díle autor již začíná přecházet na pozici hylozoistického materialismu. Vkládá zde do úst anglickému matematikovi Saundersonovi (1682–1739) vyznání z panteismu.][16]
- Encyklopedie aneb Racionální slovník věd, umění a řemesel (Encyclopedie, ou Dictionnaire raisonné des science, des artes et des métiers, 1751–1772). [Diderot byl hlavním redaktorem tohoto díla a autorem mnoha hesel.]
- Myšlenky o výkladu přírody (Pensées sur l'interprétation de la nature, 1754). [Anonymně vydané metodologicko-epistemologické pojednání, které je označováno za nejfilozofičtější práci Diderotovu.][17]
- Rozhovor d'Alemberta s Diderotem (Entretien entre D’Alembert et Diderot, napsáno v r. 1769, vydáno až v r. 1830). [Tato práce je věnována monistickému výkladu všech forem jevení přírody.][18]
- D'Alembertův sen (Le Rêve de D’Alembert, napsáno v r. 1769, vydáno až v r. 1830). [Spis tematicky navazuje na Rozhovor d'Alemberta s Diderotem.]
- Filozofické principy hmoty a pohybu (Principes philosophiques sur la matière et le movement, 1770). [V této práci odmítá Diderot nutnost existence Boha jako „prvního hybatele"; tvrdí, že není třeba se ptát po první příčině pohybu: „Předpoklad, že nějaké jsoucno existuje vně hmotného světa, je nemožný."][9]
- Dovětek k Bougainvillovu cestopisu (Le Supplément au voyage de Bougainville, 1772). [V tomto spisu líčí Diderot vysněný ostrov, kde obyvatelé neznají zákony „civilizace" a dávají svobodný průchod svým sexuálním sklonům ve všeobecné harmonii.][19]
- Vyvrácení Helvétiova díla »O člověku« (Réfutation suivie de l’ouvrage d’Helvétius intitulé „L’Homme", publikováno v letech 1784–1786). [Jde o obsáhlou recenzi Helvétiovy knihy „O člověku".

### Estetická díla
Jako autor románů a divadelních her se Diderot zabýval též estetickými otázkami, na něž hledal odpověď způsobem, který předznamenal Shaftesbury. Myšlenky o estetice jsou roztroušeny v řadě jeho prací.
- Pojednání o kráse (Le Beau, 1752). [Jde o rozsáhlý článek ve druhém svazku Encyklopedie, který byl vydán i samostatně.]
- Salony (Salons, 1759–1781). [„Salony" byly výstavy výtvarných děl, které se pořádaly každé dva roky. Diderotovy referáty o těchto výstavách jsou podány literární, někdy i beletristickou formou. Diderot patří k zakladatelům výtvarné kritiky ve Francii.][21]
- Esej o malířství (Les Essais sur la peinture, 1765). [Jde o přílohu k Salonu z roku 1765.]
- Herecký paradox (Paradoxe sur le comèdien, 1773–1777). [Filozoficko-divadelní esej, rozhovor dvou herců.]

### Próza
- Jakub fatalista a jeho pán (Jacques le fataliste et son maître, asi 1765–1780, vydáno 1796) – jeho nejznámější román, zabývající se filozofickými otázkami svobodné vůle a zdramatizovaný Milanem Kunderou. [Jde o parodií na dobrodružný román, zvláště anglický. Je to vyprávění rabelaisovského typu, pestrá směs příběhů, anekdot, rozhovorů a úvah, které zesměšňují úpadek tehdejší společnosti. Břitkou satirou a uměním slova útočí autor na falešné mravokárce a na pokrytectví měšťácké morálky. Středem autorovy pozornosti je cestování pána a jeho sluhy, které tvoří rámec románu. S břitkým, rabelaisovsky ryzím humorem líčí autor osudy svých hrdinů i příběhy nahodilých osob, které se během cesty vyskytnou. Jsou to příslušníci všech vrstev tehdejší společnosti – šlechtici, duchovní, prostí venkované, vojáci, lupiči i nevěstky, takže na pozadí vyprávění vzniká živý a věrný obraz Francie 2. pol. 18. stol. V postavě Jakuba a jeho pána vykreslil autor dva protichůdné typy: šlechtice přesvědčeného o své svrchovanosti a moci, udržujícího si však převahu pouze potud, pokud mu to dovolí sluhova trpělivost, a sluhu, odevzdaného do vůle osudu, ve skutečnosti však pravého muže činu. Statečnost, nezdolný optimismus a zdravý humor "fatalisty" Jakuba, představitele francouzského lidu, ostře kontrastuje s mravní zchátralostí vládnoucích vrstev.[22] Církev zařadila tento román na Index zakázaných knih.][23]
- Rameanův synovec (Le Neveu de Rameau, asi 1761–1780, vydáno až v 19. století) – románový dialog, jehož hrdinou je životní ztroskotanec. [Satirický dialog postavy „Já", což je filozof, který hájí osvícenské principy mravnosti, a postavy „On", která má jisté rysy známého hudebního skladatele. Postava „On" se vyznačuje nestálostí, přizpůsobivostí, je to příživník, který si vydělává na živobytí obveselováním boháčů. Dialog vykresluje atmosféru prostředí bohémských umělců, konfrontaci mravních principů se skutečným světem, kde se vše řídí penězi.][24]
- Jeptiška (La Religieuse, asi 1760–1782, vydáno 1796) – břitká kritika klášterního života. [Román v dopisech, autobiografie hlavní hrdinky Zuzany Simoninové ve formě dopisů markýzi de Croismare. Jde o příběh dívky z měšťanské rodiny, která byla uvězněna v klášteře. Ostří kritiky je zaměřeno proti instituci klášterů, jež odnímá člověku svobodu a nutí ho žít v rozporu s vlastní přirozeností. Od svého vydání v roce 1796 byl tento román často napadán za nemravnost a bezbožnost.][25]
- Upovídané šperky (Les Bijoux indiscrets, 1748); česky: Praha: Univerzum, 1991, ISBN 80-85207-13-3. [V roce 2013 zpracováno v Českém rozhlasu jako četba na pokračování.][26]
- Bílý pták (L'Oiseau blanc, 1748)

### Dramata
- Nemanželský syn neboli Zkoušky ctnosti (Le Fils naturel ou les Épreuves de la vertu, 1757)
- Otec rodiny (Le Père de famille, 1758)
- Je dobrý? Je zlý? : hra o 4 dějstvích (Est-il bon? Est-il méchant?, 1781)

## České a slovenské překlady
- Upovídané šperky. Praha: Univerzum, 1991. 169 s. ISBN 80-85207-13-3
- Jeptiška; Rameauův synovec; Jakub fatalista a jeho pán. 1. vyd. v tomto souboru. Praha: Odeon, 1977. 473, [3] s. Světová knihovna. [Tři nejznámější romány slavného encyklopedisty a osvícence jsou pojaty jako satiry. První je satirou i obžalobou církve a společnosti. Druhý je satirickým dialogem filozofa se synovcem známého skladatele, dialogem, jenž vykresluje atmosféru bohémských umělců. Třetí je vtipnou snůškou vyprávění, anekdot a příběhů, jež satiricky zpodobují život Francie v 18. století.]
- Jakub fatalista. 1. vyd. Bratislava: Tatran, 1977. 263 s. Svetová tvorba; Zv. 113
- Jakub fatalista a jeho pán. 2. vyd., (ve Svobodě 1. vyd.). Praha: Svoboda, 1972. 252, [2]
- Jakub fatalista a jeho pán. Překlad Jaroslava Vobrubová-Koutecká. 2. vyd. Praha: SNKLHU, 1956. 294 s. Světová četba; sv. 104
- Jakub fatalista a jeho pán. 1. vyd. Praha: SNKLHU, 1955. 306, [4] s. Světová četba; sv. 104
- Jeptiška. Překlad Věra Smetanová. 1. vyd. Praha: SNKLHU, 1963. 230, [2] s
- Řeholnice: román. Praha: Melantrich, 1927. 142 s.
- Mníška. Z franc. orig. preložil Ondrej Žiška. 1. vyd. Bratislava: Smena, 1968. 202 s. Máj; Zv. 116
- Mníška. Z franc. orig. preložil Ondrej Žiška. 2. vyd. Bratislava: Smena, 1976. 189 s.
- Mníška. Z franc. orig. preložil Ondrej Žiška. 3. vyd. Bratislava: Pravda, 1987. 230 s. Členská knižnica Pravda
- Dramatizace: GRUAULT, Jean. Jeptiška: scény ze života v klášterech v roce 1760 podle Denise Diderota. Praha: Dilia, 1976. 85 s.
- Rameauův synovec. Praha: František Kosek, 1947. 166 s. Svět a my; sv. IV
- Synovec Rameauův: Pojednání o kráse: s předmluvou Goethovou. Překlad Jaroslav Benda. Praha: Pavel Prokop, 1940. 131 s.[27]
- Rameauův synovec: Dialog. Praha: Josef Pelcl, 1904. 112 s. Knih. Rozhledu; LV
- Malé romány a povídky: výběr. Dotisk. Praha: Osvěta, 1925. 420 s. Levná osvětová knihovna; sv. 39
- Malé romány a povídky: výběr. V Praze: K. S. Sokol, 1911. 420 s. Levná osvětová knihovna; sv. 39[28]
- DIDEROT, Denis a ČECHÁK, Vladimír, ed. Výbor z díla. Překlad Jan Binder a Jindřich Veselý. Vyd. 1. Praha: Svoboda, 1990. 287 s. Filozofické dědictví. ISBN 80-205-0117-7
- DIDEROT, Denis a KYBAL, Tomáš, ed. Setkání s filozofem: výbor z díla. Překlad Jan Binder. Praha: Mladá fronta, 1984. 185 s.
- DIDEROT, Denis a SROVNAL, Jindřich, ed. Vybrané spisy. 1., autoriz. vyd. Praha: SNPL, 1953. 373, [3] s. Živé odkazy. Ř. 2; sv. 11. [Obsah svazku: Prospekt encyklopedie. Myšlenky o výkladu přírody. Filosofické principy hmoty a pohybu. Rozhovor mezi d’Alembertem a Diderotem. D’Alembertův sen. Dovětek k Bougainvillovu cestopisu. Řeč filosofa ke králi. Essay o malířství. Herecký paradox. Rameauův synovec.]
- Filozofické dialógy a state. 1. vyd. Bratislava: Pravda, 1984. 440 s. Filozofické odkazy.
- DIDEROT, Denis a GREBENÍČKOVÁ, Růžena, ed. O umění: [výbor statí a textů]. Překlad Jan Binder. 1. vyd. v tomto uspoř. a překladu. Praha: Odeon, 1983. 436 s., [16] s. fot. a barev. fot. Estetická knihovna; sv. 9.
- Skutočnosť v umení: Výber z estetických štúdií a kritík. 1. vyd. Bratislava: Slov. spisovateľ, 1959. 384 s. Umenie a život; Zv. 12.
- Prospekt encyklopedie; Pojednání o kráse. Překlad Henriette Taillet-Sedláčková. 1. vyd. Praha: Svoboda, 1950. 80 s.
- DIDEROT, Denis a ŠÍRKOVÁ, Jana, ed. Diderot o divadle. Překlad Jana Šírková. 1. vyd. Praha: Umění lidu, 1950. 289 s. Knihovna divadelní práce; sv. 1. [Sborník prací, připínajících se k jménu Denise Diderota, jehož postoj se považuje za příkladný tím, jak spojoval zřetel k životní praxi s realistickým pozorováním skutečnosti. Za úryvky z díla Jeana Luca o Diderotovi následuje Honzlova úvaha nad Diderotovým Paradoxem o herci ("jeho názory a formulace byly revoluční"), vlastní práce Diderotovy: hra "Nemanželský syn neboli Zkoušky ctnosti" a dialog in margine této pětiaktové komedie, rozsáhlé pojednání o básnictví dramatickém, několik divadelních kritik a text slavného Paradoxu o herci; sborník uzavírá stať překladatelky a pořadatelky J. Šírkové: Kdo je Diderot?]
- Je dobrý? Je zlý?: hra o 4 dějstvích. Praha: Dilia, 1972. 96 l.
- Herecký paradox. Překlad Josef Pospíšil. Olomouc: Votobia, 1997. 155 s. Malá díla; sv. 80. ISBN 80-7198-187-7.
- Herecký paradox = (Paradoxe sur le comèdien). Vydání 1. Praha: Svoboda, 1945. 94 s.
- Dva rozhovory. V Praze: Volné myšlenky, 1929. 79 s.
- Příběh paní de la Pommeraye a markýza des Arcis – in: 1000 nejkrásnějších novel... č. 52, úvod František Sekanina, ze sbírky Jacques le Fataliste přeložil Karel Šafář, s. 7–44. Praha: J. R. Vilímek 1913
- Myšlenky o křesťanském dogmatě. Praha: Volná Myšlenka, [1920]. 15 s.
- Encyklopedie aneb Racionální slovník věd, umění a řemesel. 1. vyd. Výbor pořídil a předmluvu napsal Albert Soboul. Přeložil Václav Jílek. Praha: Státní nakladatelství politické literatury, 1954. 164, [4] s. Živé odkazy. Ř. 2; Sv. 16. [Obsahuje úryvky z těchto Diderotem napsaných hesel: „Agnus scythicus", „Alcatrace", „Člověk", „Duchovenstvo", „Eklekticismus", „Encyklopedie", „Lidský rod", „Námět", „Nesmrtelnost", „Orel", „Počitky", „Stát", „Theokracie", „Umění", „Vlastnictví" a „Vydavatel".]
- Antológia z diel filozofov. Zv. 5. Novoveká empirická a osvietenská filozofia. Bratislava: Vydavateľstvo politickej literatúry, 1967. 543 s. [Na str. 367–394 jsou otištěny úryvky ze spisů Denise Diderota „Filozofické principy hmoty a pohybu", „Rozhovor d'Alemberta s Diderotem" a „Vyvrácení Helvétiova díla »O člověku«"I
- Francúzski osvietenci o náboženstve. 1. vydání. Bratislava: Slov. vydav. polit. lit., 1962. 462 s. [Obsahuje úryvky z Diderotových spisů „Filozofické myšlenky", „Dodatek k filozofickým myšlenkám", „Rozhovor s abbém Barthelémym" a „Rozhovor filozofa s maršálkou de ..."]